# Meinrado
Meinrado  è un nome proprio di persona italiano maschile.

## Varianti
- Maschili: Mainrado, Meginrado
  - Ipocoristici: vedi Maino

### Varianti in altre lingue
- Francese: Meinrad
- Germanico: Meginrat[1]
- Tedesco: Meinrad[1]

## Origine e diffusione
Continua il nome germanico Meginrat, formato da magan ("forza", "potenza", presente anche in Mainardo e Manfredo) e rad ("consiglio", da cui anche Corrado e Tancredi).

## Onomastico
L'onomastico si può festeggiare in memoria di san Meinrado, eremita, abate benedettino e martire ad Einsiedeln.

## Persone

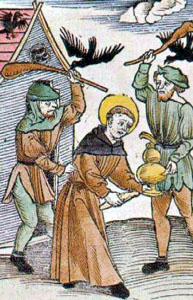
San Meinrado di Einsiedeln

- Meinrado di Einsiedeln, monaco e santo tedesco

### Variante Meinrad
- Meinrad Miltenberger, canoista tedesco
- Meinrad Spieß, compositore tedesco